# Siegfried Lohr
Siegfried Hermann Lohr (* 8. Juli 1935 in Hindenburg, Oberschlesien; † 26. August 2017 in Kassel) war ein deutscher Architekt, Zeichner und Aquarellmaler.

## Leben
Lohr war das dritte von fünf Kindern des Lehrers Josef Lohr und dessen Frau Martha Lohr geb. Orlik. Seine Mutter stammte aus Böhmen und war mit dem Maler Emil Orlik verwandt. Im Dezember 1935 zog die Familie in das damalige Alt Bischofstal in Oberschlesien. Im Winter 1945 flüchtete die Mutter mit den fünf Kindern über Pfaffenberg im Riesengebirge, Tábor und Pilsen nach Westfalen. In Gelsenkirchen bekam sein krank aus dem Krieg zurückgekehrter Vater eine Stelle als Lehrer, starb jedoch vorzeitig mit 54 Jahren. 
Lohr besuchte das Gymnasium Petrinum in Dorsten, das er jedoch ohne Abschluss verließ, um zwei Jahre als Schweißer in den Niederlanden und in Großbritannien zu arbeiten mit dem Ziel, in die USA auszuwandern. Sein Onkel setzte dann durch, dass er das Abitur machte und schickte ihn auf das Gymnasium Marianum in Warburg, wo es ein Konvikt für externe Schüler und mit Lorenz Humburg einen auch als Maler bekannten Kunsterzieher gab. 1957 fertigte Lohr als Schüler erstaunlich qualitätvolle Skizzen der Stadt Warburg und machte dort 1958 das Abitur. Danach begann zunächst ein Kunststudium an der Düsseldorfer Kunstakademie. 
1960 erlitt Lohr einen schweren Motorradunfall, der zu bleibenden Schäden an der Wirbelsäule führte. Es folgten ein Architekturstudium an der RWTH Aachen, das er 1965 mit der Diplom-Hauptprüfung abschloss, und danach Tätigkeiten als Architekt in Bad Salzuflen und im Hochbaureferat der Oberpostdirektion Frankfurt am Main und der Oberpostdirektion Kassel. In Kassel ließ er sich mit seiner Frau Erika, geb. Drube, nieder und setzte dort neben der beruflichen Tätigkeit auch seine künstlerische Arbeit fort. Zudem forschte er zu baugeschichtlichen Fragen. Er promovierte 1982 bei Walter Haas und Wolfgang Müller-Wiener an der Technischen Hochschule Darmstadt zum Werk des Kasseler Architekten Julius Eugen Ruhl und hielt Vorträge zu bau- und kunstgeschichtlichen Themen der Region. 
1998 ging er mit 63 Jahren in den vorzeitigen Ruhestand. Danach widmete er sich noch fast 20 Jahre lang dem Zeichnen und der Aquarellmalerei. Er bevorzugte Motive der Architektur und liebte es, verschiedene Motive collagenhaft, als „Kaleidoskop“, zu verbinden. Zudem schuf er Porträts.

## Schriften
- Planungen und Bauten des Kasseler Baumeisters Julius Eugen Ruhl 1796–1871. Ein Beitrag zur Baugeschichte Kassels und Kurhessens im 19. Jahrhundert. Masch. Diss. Darmstadt [1982].
- Planungen und Bauten des Kasseler Baumeisters Julius Eugen Ruhl 1796–1871. Ein Beitrag zur Baugeschichte Kassels und Kurhessens im 19. Jahrhundert. Darmstadt 1984 = Kunst in Hessen und am Mittelrhein, Beiheft 23.
- Gut Menne. Ein Beitrag zur Geschichte und wirtschaftlichen Entwicklung von den Anfängen bis heute. In: Menner Chronik und Heimatblätter. Warburg 1994.

## Ausstellungen
- 2008: Aquarelle von Siegfried Hermann Lohr in der Evangelischen Akademie Hofgeismar

## Bauten
- Auslandskopf der Telekom in Frankfurt am Main
- Telekom-Zentrum in Gießen, Philipp-Reis-Straße
- Telekom-Gebäude in Fulda, Aigilstraße
- Sanierung des Gebäudes der ehemaligen Oberpostdirektion in Kassel